# Ischionodonta lansbergei
Ischionodonta lansbergei är en skalbaggsart som först beskrevs av Auguste Lameere 1884.  Ischionodonta lansbergei ingår i släktet Ischionodonta och familjen långhorningar.
Artens utbredningsområde är Venezuela. Inga underarter finns listade i Catalogue of Life.